# Paratheria
Paratheria (synoniem: Snowdenia) is een geslacht uit de grassenfamilie (Poaceae). De soorten van dit geslacht komen voor in Afrika en Zuid-Amerika.

## Soorten
Van het geslacht zijn de volgende soorten bekend:
- Paratheria glaberrima  (Afrika)
- Paratheria prostrata (Zuid-Amerika)